# Србија и Арбанија
Србија и Арбанија: један прилог критици завојевачке политике српске буржоазије је књига Димитрија Туцовића (1881—1914) у којој се критикује српска освајачка политика према Албанији и злочини почињени над Албанцима током Балканских ратова.
Србија и Арбанија (често називана Србија и Албанија) је један од последњих Туцовићевих списа, објављен 1914. године. У новембру исте године Димитрије Туцовић гине као српски војник у Првом светском рату.
У Краљевини Југославији Туцовићева књига је била потискивана и прећуткивана. Након Другог светског рата у СФРЈ долази до више реиздања ове књиге и њеног афирмисања у јавности. Од 1980-их година у Србији се поново јављају историчари који доводе у питање Туцовићеву критику.
Колико је ова књига популарна у Албанаца, поготово косовских, говори чињеница да, уз Николу Теслу, Димитрије Туцовић је један од ретких Срба који има своју улицу у данашњој Приштини.

## Оцене и критике
Истакнути југословенски комуниста Милован Ђилас Туцовићеву књигу Србија и Арбанија узима као доказ да је „Србија увијек имала људе и покрете који су знали да бране и одбране њену част и њене стварне интересе од назадних владајућих кругова“. Ђилас ову књигу назива историјским сведочанством од непроцењиве вредности које потврђује да савест српског народа није умрла чак ни када су сви владајући слојеви одобравали завојевачку политику Пашићеве владе и тровали народ шовинизмом и мржњом према Албанцима. У послератној српској историографији Туцовићева књига се углавном узимала као исправна анализа некадашње српске политике и пример далековидног политичког мишљења о албанском питању. Она се називала „студијом из области развоја албанског народа” која се „обрачунала с националистичким позивом на историзам“.
Од 1980-их година неки српски историчари поново доводе у питање Туцовићеву анализу. Тако Димитрије Богдановић сматра да у основи Туцовићевих погледа лежи „заблуда отписивања Косова“. Називајући књигу Србија и Арбанија „брошуром“, он критикује неке њене наводе (нпр. о „свирепостима српске војске”) као „аргументе аустријске пропаганде против Србије“.